# Old Dogs (film)
Old Dogs is een Amerikaanse komische film uit 2009, geregisseerd door Walt Becker. De hoofdrollen worden gespeeld door John Travolta, Robin Williams, Seth Green en Kelly Preston.
De film is opgedragen aan zowel Bernie Mac (die in augustus 2008 stierf) als Jett Travolta (John Travolta’s zoon, die stierf in januari 2009). De film kreeg geen goede kritieken. Desondanks was de film financieel een succes.

## Verhaal
De film gaat over Dan Rayburn en Charlie Reed, twee beste vrienden die samen een succesvol bedrijf hebben. Hun bedrijf is gespecialiseerd in marketing op sportgebied. Dan was zeven jaar geleden getrouwd met een vrouw genaamd Vicki, maar dit huwelijk hield niet lang stand.
Dan en Charlie zijn bezig om een grote deal binnen te slepen met een Japans bedrijf, maar dan moet Dan plotseling op de zevenjarige tweeling Zach en Emily passen. Het zijn de kinderen van hem en Vicki, waarvan hij het bestaan tot dusver niet wist. Vicki moet twee weken de gevangenis in. Dan stemt toe op de kinderen te passen in de hoop zijn relatie met Vicki te kunnen herstellen. Hij en Charlie nemen de kinderen mee op hun zakenreis, waarbij Dan probeert zo goed mogelijk met de twee op te schieten. Hun aanwezigheid dreigt echter de deal te laten mislukken.
Uiteindelijk beseft Dan dat hij liever een goede vader dan een succesvol bedrijfsleider is. Hij verlaat de vergadering waarbij de deal eindelijk gesloten zal worden en haast zich naar het verjaardagsfeest van zijn kinderen. Hij slaagt erin zich te bewijzen als een vader. Een jaar later zijn hij en Vicki weer samen.

## Rolverdeling
- Robin Williams - Dan Rayburn
- John Travolta - Charlie Reed
- Kelly Preston - Vicki Greer
- Seth Green - Craig White
- Lori Loughlin - Amanda
- Ella Travolta - Emily Greer
- Conner Rayburn - Zach Greer
- Dax Shepard - Gary
- Bernie Mac - Jimmy Lunchbox
- Matt Dillon - Troop Leader Barry
- Rita Wilson - Jenna
- Justin Long - Troop Leader Adam
- Ann-Margret - Martha
- Luis Guzmán - Nick
- Sab Shimono - Yoshiro Nishamura
- Kevin W. Yamada - Riku

## Achtergrond
Old Dogs werd uitzonderlijk slecht ontvangen. Rotten Tomatoes gaf de film 5% gebaseerd op 77 recensies. De film staat derde op hun lijst van slechtste films van 2009.
Op Metacritic kreeg Old Dogs een beoordeling van 19 op een schaal van 100, gebaseerd op 22 beoordelingen.
Filmrecensent Roger Ebert gaf Old Dogs een beoordeling van één ster uit vier. Vooral de plot en het acteerwerk werden bekritiseerd.
Qua opbrengst deed de film het wel goed. Op de premièredag kwam Old Dogs binnen op de 5e plaats, met een opbrengst van 3,1 miljoen dollar. Alleen de films New Moon, The Blind Side, 2012, en Ninja Assassin waren succesvoller. De tweede dag klom de film naar de vierde plaats met een opbrengst van 4,1 miljoen dollar. Deze positie werd ook de derde dag vastgehouden.
In totaal bracht de film 96 miljoen dollar op.

## Prijzen en nominaties
In 2010 werd Old Dogs genomineerd voor vijf Golden Raspberry Awards, maar won er geen:
- Slechtste acteur (John Travolta)
- Slechtste acteur van het decennium (John Travolta)
- Slechtste regisseur (Walt Becker)
- Slechtste film
- Slechtste vrouwelijke bijrol (Kelly Preston)